# Grive à pieds jaunes
Turdus lherminieri
Espèce
Statut de conservation UICN

 NT A2c+4c : Quasi menacé
La Grive à pieds jaunes (Turdus lherminieri) est une espèce de passereaux de la famille des Turdidae.

## Taxinomie

### Sous-espèces
Selon la classification de référence du Congrès ornithologique international (version 14.2, 2024), cet oiseau est représenté par quatre sous-espèces :
- Turdus lherminieri dominicensis (Lawrence, 1880) — Dominique ;
- Turdus lherminieri dorotheae (Wolters, 1980) — Monserrat ;
- Turdus lherminieri lherminieri (Lafresnaye, 1844) — Guadeloupe ;
- Turdus lherminieri sanctaeluciae (Sclater, 1880) — Sainte-Lucie.

## Répartition et habitat
Cette espèce est endémique des Petites Antilles. Elle se rencontre à Sainte-Lucie, à la Dominique, en Guadeloupe et à Montserrat.